# Ptinus cephalotes
Ptinus cephalotes is een keversoort uit de familie klopkevers (Ptinidae). De wetenschappelijke naam van de soort werd in 1939 gepubliceerd door Maurice Pic.